# Шибарган
Шибарга́н (дари شبرغان Šeberġān) — город в Афганистане, центр провинции Джаузджан.

## История

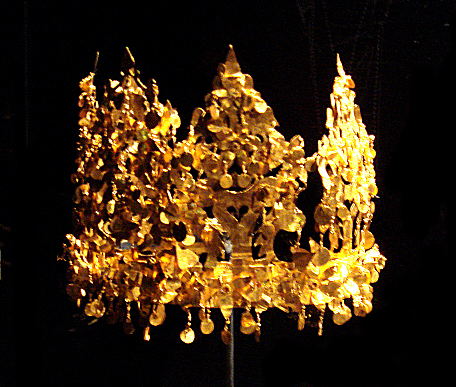
Корона (женская) из гробницы VI

Шибарган был когда-то процветающим населённым пунктом, лежащим на Шёлковом пути. В 1978 году советские археологи обнаружили неподалёку, в селе Тилля-тепе, золото бактрийских царей. Также учёные обнаружили кирпичные колонны и крестообразный алтарь древнего храма, который стоял здесь, по крайней мере, за 1000 лет до нашей эры.
В XIII веке Марко Поло побывал в городе, а позже написал о сладких дынях, выращиваемых в окрестностях Шибаргана.
Хамид (сер. XIV в.), эмир племени найманов, один из правителей Мавераннахра захватил Андхой и Шибарган, после убийства эмиром Казаганом хана Казан-хана.
В 1873 году Шибарган стал столицей независимого узбекского ханства благодаря соглашению о разграничении сфер влияния в Афганистане между Россией и Британией.

## География
Город расположен на севере страны, неподалёку от границ с Туркменией и Узбекистаном. По состоянию на 2013 год население города составляло 78300 человек, среди них преобладают узбеки, также проживают хазарейцы, пуштуны и арабы. Шибарган является самым важным городом Афганистана, где преобладают узбеки.